# Wassyl Schkljar

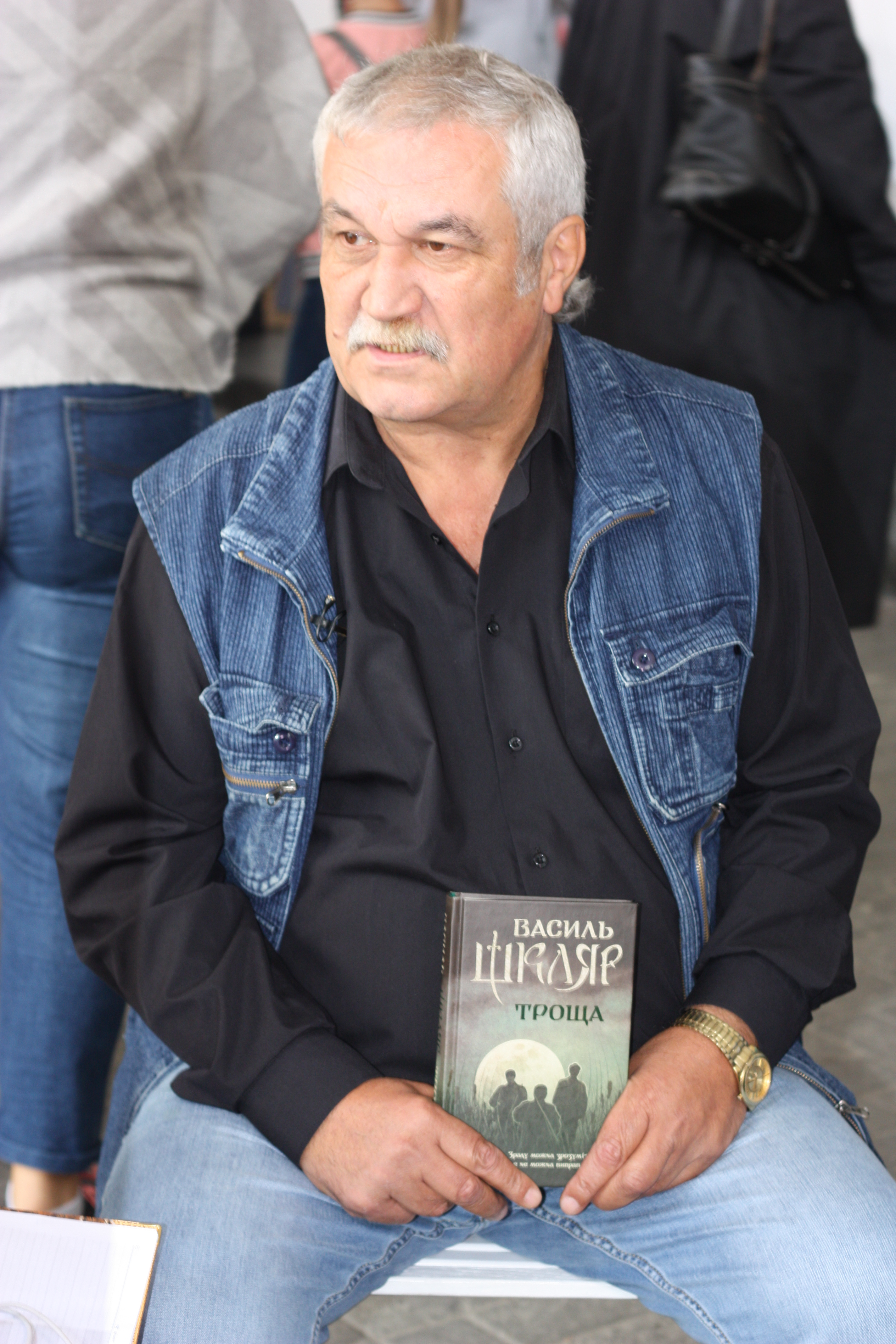
Wassyl Schkljar (2017)

Wassyl Mykolajowytsch Schkljar (ukrainisch Василь Миколайович Шкляр, wiss. Transliteration Vasylʹ Mykolajovyč Škljar; * 10. Juni 1951 in Hanschaliwka, Ukrainische SSR) ist ein ukrainischer Bestsellerautor und politischer Aktivist.

## Leben
Wassyl Schkljar kam in Hanschaliwka (Ганжалівка) im Rajon Lyssjanka der ukrainischen Oblast Tscherkassy zur Welt.
Seine Familie zog mit ihm 1963 ins nahe Swenyhorodka, wo er 1968 das Gymnasium abschloss und daraufhin ein Studium an der Fakultät für Philologie der Taras-Schewtschenko-Universität in Kiew begann, das er 1973 absolviert. Bereits 1967 wurden seine ersten literarischen Werke publiziert. Aufgrund eines Studentenaustausches studierte er zeitgleich an der Fakultät für Philologie der Universität Jerewan armenische Sprache und Literatur.
Nach Studienabschluss war er zunächst als wissenschaftlicher Mitarbeiter am Zentralen staatlichen historischen Archiv tätig und daraufhin als Journalist.
Seine Erfahrungen, die er zwischen 1988 und 1998 als politischer Journalist und Kriegsberichterstatter sammelte (inklusive Einzelheiten zur Rettungsaktion der Familie von General Dschochar Dudajew), verarbeitete er 2001 in seinem Roman „Елементал“ (deutsch: Elementar).
Nach dem Zerfall der Sowjetunion und der ukrainischen Unabhängigkeit wurde er Pressesprecher der Ukrainischen Republikanischen Partei, widmete sich seinem kreativen Schaffen, war Chefredakteur des Verlagshauses Dnipro und stellvertretender Vorsitzender des Nationalen Schriftstellerverbandes der Ukraine. Im September 2015 wurde er Mitglied des politischen Rates der ukrainischen Partei „UKROP“.
Schkljar ist Gewinner vieler renommierter Literaturpreise sowie nationaler und internationaler Wettbewerbe. Jeder seiner Romane verursacht große Resonanz in der Gesellschaft. So hat die Auflage seines auf historischen Dokumenten basierenden Romans „Залишенець. Чорний ворон“ (deutsch: „Der Übriggebliebene“ Schwarze Raben) über den Kampf ukrainischer Aufständischer gegen die Sowjetmacht in den 1920er Jahren inzwischen eine Stückzahl von 150.000 erreicht und sein Roman „Ключ“ (deutsch: Schlüssel) wurde bereits zum zehnten Mal aufgelegt. Seine Romane werden unter anderem ins Englische, Bulgarische, Armenische, Schwedische, Slowakische und Russische übersetzt.

## Ehrungen
Schkljar wurde 2011 auf Beschluss des Ausschusses für den Nationalpreis der Ukraine für seinen historischen Roman „Чорний ворон“ (deutsch: Schwarze Raben) zum Gewinner des Taras-Schewtschenko-Preises erklärt, lehnte aber, aus Protest gegen die aus seiner Sicht ukrainophobe Politik des damaligen ukrainischen Bildungsministers Dmytro Tabatschnyk die Annahme des Preises ab.